# Pohoř
Pohoř (německy Pohorsch) je vesnice a také stejnojmenný kopec (480 m n. m.) v části města Odry v okrese Nový Jičín a zároveň jedno z katastrálních území města. Katastrální území Pohoře má rozlohu 10,78 km². Nachází se asi 3 km na východ od Oder.
V roce 2009 zde bylo evidováno 94 adres. V roce 2001 zde trvale žilo 205 obyvatel.
Za vesnicí poblíže vrcholu kopce Olšová byla v roce 2014 postavena rozhledna Olšová u Pohoře.